# Lac Monselet
Lac Monselet är en sjö i Kanada.   Den ligger i regionen Abitibi-Témiscamingue och provinsen Québec, i den sydöstra delen av landet, 300 km nordväst om huvudstaden Ottawa. Lac Monselet ligger 342 meter över havet. Arean är 0,96 kvadratkilometer. Den sträcker sig 3,2 kilometer i nord-sydlig riktning, och 2,1 kilometer i öst-västlig riktning.
I omgivningarna runt Lac Monselet växer i huvudsak blandskog. Trakten runt Lac Monselet är nära nog obefolkad, med mindre än två invånare per kvadratkilometer.